# Верия (футбольный клуб)
«Верия» (греч. Π.Α.Ε. Βέροια) — греческий футбольный клуб из одноимённого города. Домашние матчи играет на стадионе «Верия», вмещающем 7000 зрителей.

## История
В сезонах 1966/67—1968/69, 1970/71—1971/72, 1977/78, 1986/87, 1997/98—1998/99, 2007/08, 2012/13—2016/17 принимал участие в чемпионате Греции. Всего в высшем дивизионе страны «Верия» провела 17 сезонов. По ходу сезона 2017/18 клуб снялся с Футбольной лиги из-за финансовых проблем.
В 2018 году на базе клуба лиги Гамма Этники «Эплида Скутареос» был образован новый клуб с перебазированием в Верию, в лиге Гамма Этники в сезоне 2018/19 значился под прежним названием. Официально образован 17 июля 2019 года. В сезонах 2021/22 и 2022/23 играл в Суперлиге 2.